# 刘士合
刘士合（1955年2月—），山东沾化人，滨州师范专科学院、中共中央党校肄业，中华人民共和国政治人物。

## 生平
1955年2月，刘士合出生在山东省沾化县。1971年3月，刘士合成为沾化县泊头公社店子村一名教师。1973年9月，刘士合进入北镇师专（现滨州师专）英语系就读。1975年毕业后出任沾化县第五中学教师，1978年转任沾化县第一中学教师。
1980年12月加入中国共产党。1986年11月进入政界，成为沾化县文教局副局长。1989年3月调任沾化县齐瞿乡乡长、党委书记。1992年2月调回县里出任县委常委、办公室主任。1995年3月升任副县长。1997年12月转任邹平县委副书记，2001年1月兼任县长，4月升任县委书记，5月再兼任县人大常委会主任。2005年12月调任菏泽市委常委兼常务副市长。2007年3月任菏泽市委副书记，翌年7月兼任市长。2011年12月转任莱芜市委书记、市人大常委会主任、市委党校校长。2013年7月转任东营市委书记、市委党校校长。翌年1月兼任市人大常委会主任。2017年2月调入山东省济南市，出任山东省第12届人大财政经济委员会主任委员。

### 落马
2018年6月20日，刘士合涉嫌严重违纪违法，接受山东省纪委省监委纪律审查和监察调查。12月14日，刘士合遭受开除党籍处分。
2019年1月3日，山东省人民检察院依法逮捕刘士合。3月，山东省人民检察院指定泰安市人民检察院向泰安市中级人民法院提起公诉。4月9日，山东省泰安市中级人民法院一审公开开庭审理刘士合受贿一案，2001年至2018年，刘士合利用职位给30个单位或个人在国有土地使用权出让、职务调整、项目招投标、政策资金扶持等方面提供帮助，直接或通过他人索取或非法收受财物共计约人民币5589余万元。9月10日，山东省泰安市中级人民法院公开宣判刘士合有期徒刑15年，并且处罚金人民币400万元，贪污受贿的赃款上缴国库。